# Division 1 1972/73
Die Division 1 1972/73 war die 35. Austragung der professionellen französischen Fußballliga. Meister wurde zum dritten Mal seit 1965 der FC Nantes.
Erster Spieltag war der 9. August 1972, letzter Spieltag der 2. Juni 1973. Eine kurze „Winterpause“ gab es zwischen dem 18. Dezember und 6. Januar.

## Vereine
Teilnahmeberechtigt waren die Vereine, die die Vorsaison nicht schlechter als auf dem 17. Platz abgeschlossen hatten, dazu drei direkter Aufsteiger aus der zweiten Division. Anstelle des Vorjahres-16. Paris Saint-Germain FC fand der Paris FC Berücksichtigung. PSG hatte seine Lizenz verloren und war in die dritte (Amateur-)Liga zurückversetzt worden, weil er die Verbandsbestimmung nicht erfüllte, nach der Profiklubs auch Amateur- und Jugendmannschaften zu unterhalten hatten. Der PFC konnte dabei allerdings den Spielerkader von PSG übernehmen. Somit spielten in dieser Saison folgende Mannschaften um den Meistertitel:
- ein Klub aus dem äußersten Norden (Aufsteiger US Valenciennes-Anzin),
- vier aus Paris bzw. Champagne-Ardenne (Red Star FC, Paris FC, Stade Reims, Aufsteiger CS Sedan),
- vier aus dem Nordosten (FC Metz, AS Nancy, FC Sochaux, Aufsteiger Racing-Pierrots Strasbourg-Meinau),
- vier aus dem Westen (der vor dieser Spielzeit umbenannte Stade Rennes, FC Nantes, SCO Angers, Girondins Bordeaux),
- fünf aus dem Südosten (AS Saint-Étienne, Olympique Lyon, Olympique Nîmes, Titelverteidiger Olympique Marseille, OGC Nizza),
- zwei aus Korsika (AC Ajaccio, SEC Bastia).

## Saisonverlauf
Den besten Start in die Saison verzeichnete das personell weiter verstärkte Team aus Nizza unter seinem Trainer Snella, das in der Hinrunde zahlreiche Gegner regelrecht „abschoss“ und bis Ende Februar 1973 die Tabellenführung innehatte. Hauptkonkurrent der „Jungadler“ von der Côte d’Azur – als Aiglons werden die Spieler des Klubs bis in das 21. Jahrhundert häufig bezeichnet – war bis dahin Titelverteidiger Marseille gewesen, und das trotz erheblicher vereinsinterner Turbulenzen. Zunächst hatte OMs Präsidium in einer „Palastrevolution“ nach Bekanntwerden der Ergebnisse einer Steuerprüfung den Rücktritt seines Vorsitzenden Marcel Leclerc erzwungen, und sportlich hatten die Neuverpflichtungen wie Marius Trésor über die gesamte Saison Anpassungsschwierigkeiten. Das Nachlassen beider Mannschaften zu Rückrundenbeginn ging mit einer Erfolgsserie des FC Nantes einher, der dadurch zu den Führenden aufschloss, obwohl er vor Saisonbeginn nicht zu den Favoriten gerechnet worden war. Aber die Canaris in ihren gelben Trikots ernteten jetzt die Früchte ihrer vorzüglichen Nachwuchsarbeit; ein halbes Dutzend Stammspieler war aus der eigenen Talentschule hervorgegangen und bildete zusammen mit einigen Routiniers eine funktionierende Einheit, die im Vergleich zu den Meistermannschaften der Mitt-1960er „etwas weniger elegant und drangvoll, in der Mischung aber erfolgreich“ spielte. Selbst eine schwere Verletzung seines erfolgreichsten Torjägers Marcos beim Auswärtserfolg in Saint-Étienne im März und anschließende Niederlagen gegen zwei Mannschaften aus dem Mittelfeld (Reims und Angers) im letzten Saisondrittel konnten kompensiert werden. Denn Nantes besaß am Ende die beste Abwehr der Liga, und die Tatsache, dass fünf andere Spieler ebenfalls sehr torgefährlich waren – was die Offensivreihe für ihre Gegner schwerer ausrechenbar machte –, ermöglichte der Elf bereits nach dem drittletzten Spieltag die Feier ihres dritten französischen Meistertitels, den sie am Ende mit fünf Punkten Vorsprung vor Nizza errang. Über die gesamte Saison betrachtet hatten die Canaris diesen Erfolg insbesondere ihrer Heimstärke zu verdanken; vor eigenem Publikum verloren sie nur eine Partie und gaben insgesamt nur fünf Zähler ab.
Im Kampf gegen den Abstieg stand schon relativ frühzeitig fest, dass der äußerst auswärtsschwache AC Ajaccio, der aus den 19 Begegnungen in fremden Stadien lediglich zwei Unentschieden mit nach Hause gebracht hatte, den Gang in die Division 2 würde antreten müssen. Hingegen entschied sich erst am abschließenden Spieltag, wer ihn dorthin würde begleiten müssen: es traf Red Star und mit Valenciennes einen der drei Neuaufsteiger, während sich die beiden anderen (Strasbourg und Sedan) in letzter Minute den Klassenerhalt sichern konnten. Zur folgenden Saison ergänzten Racing Lens, Troyes Aube Football und die AS Monaco – die sich dafür erst noch in zwei Barrages gegen den Zweitplatzierten der anderen Zweitligagruppe, die US du Grand Boulogne, hatte durchsetzen müssen – den Teilnehmerkreis der höchsten Spielklasse.
Am ersten Dezemberwochenende wurden nur fünf der angesetzten zehn Partien ausgetragen, und darin stellten mehrere Erstdivisionäre eine Mannschaft überwiegend oder ausschließlich mit Amateurspielern auf. Hintergrund war ein Streik zahlreicher in der Spielergewerkschaft UNFP organisierter Profis, mit der diese auf diverse „Umgehungen“ der 1969 eingeführten, zeitlich befristeten Spielerverträge durch die Klubs reagierten. Da in drei der fünf Spiele keine „Waffengleichheit“ der Kontrahenten geherrscht hatte – die mit Amateurfußballern besetzten Teams von Paris FC (1:11 gegen Metz), Strasbourg (0:4 in Marseille) und Lyon (0:3 in Bastia) unterlagen jeweils gegen elf Profis –, annullierte der Verband sämtliche ausgetragenen Begegnungen und setzte den Spieltag im April 1973 komplett neu an.

## Abschlusstabelle
| Pl. | Verein                         | Sp. | S  | U  | N  | Tore    | Diff. | Punkte |
| --- | ------------------------------ | --- | -- | -- | -- | ------- | ----- | ------ |
| 1.  | FC Nantes                      | 38  | 23 | 9  | 6  | 067:310 | +36   | 55:21  |
| 2.  | OGC Nizza                      | 38  | 20 | 10 | 8  | 070:440 | +26   | 50:26  |
| 3.  | Olympique Marseille (M, P)     | 38  | 19 | 10 | 9  | 064:370 | +27   | 48:28  |
| 4.  | AS Saint-Étienne               | 38  | 18 | 10 | 10 | 064:470 | +17   | 46:30  |
| 5.  | SCO Angers                     | 38  | 16 | 11 | 11 | 052:470 | +5    | 43:33  |
| 6.  | AS Nancy                       | 38  | 16 | 10 | 12 | 059:470 | +12   | 42:34  |
| 7.  | Olympique Nîmes                | 38  | 16 | 10 | 12 | 048:390 | +9    | 42:34  |
| 8.  | Stade Reims                    | 38  | 15 | 11 | 12 | 050:470 | +3    | 41:35  |
| 9.  | SEC Bastia                     | 38  | 15 | 8  | 15 | 059:410 | +18   | 38:38  |
| 10. | Stade Rennes                   | 38  | 14 | 10 | 14 | 046:530 | −7    | 38:38  |
| 11. | FC Sochaux                     | 38  | 12 | 13 | 13 | 056:540 | +2    | 37:39  |
| 12. | Paris FC (N)                   | 38  | 13 | 10 | 15 | 054:580 | −4    | 36:40  |
| 13. | Olympique Lyon                 | 38  | 14 | 7  | 17 | 062:670 | −5    | 35:41  |
| 14. | Girondins Bordeaux             | 38  | 12 | 11 | 15 | 049:550 | −6    | 35:41  |
| 15. | FC Metz                        | 38  | 13 | 9  | 16 | 042:520 | −10   | 35:41  |
| 16. | Racing-Pierrots Strasbourg (N) | 38  | 9  | 12 | 17 | 044:620 | −18   | 30:46  |
| 17. | CS Sedan (N)                   | 38  | 11 | 8  | 19 | 049:710 | −22   | 30:46  |
| 18. | US Valenciennes-Anzin (N)      | 38  | 9  | 10 | 19 | 037:510 | −14   | 28:48  |
| 19. | Red Star FC                    | 38  | 7  | 14 | 17 | 038:580 | −20   | 28:48  |
| 20. | AC Ajaccio                     | 38  | 7  | 9  | 22 | 040:890 | −49   | 23:53  |

Platzierungskriterien: 1. Punkte – 2. Tordifferenz – 3. geschossene Tore

| (M) | amtierender französischer Meister        |
| (P) | amtierender französischer Pokalsieger    |
| (N) | Neuaufsteiger aus der Division 2 1971/72 |

## Kreuztabelle
|                            | AC Aja | SCO Ang | SEC Bas | Gi. Bor | Ol. Lyo | Ol. Mar | FC Met | AS Ncy | FC Nts | OGC Niz | Ol. Nîm | FC Par | RSt FC | St. Rei | St. Ren | AS StÉ | CS Sed | FC Soc | RP Str | US Val |
| AC Ajaccio                 |        | 1:1     | 0:1     | 2:2     | 4:3     | 1:0     | 0:0    | 2:2    | 1:1    | 0:3     | 1:1     | 2:1    | 2:2    | 2:3     | 2:3     | 2:0    | 2:1    | 2:0    | 0:2    | 3:1    |
| SCO Angers                 | 4:0    |         | 3:0     | 3:1     | 1:0     | 0:2     | 3:2    | 0:0    | 1:0    | 0:0     | 0:1     | 1:1    | 1:0    | 1:1     | 0:2     | 2:0    | 2:2    | 1:0    | 1:0    | 5:1    |
| SEC Bastia                 | 1:0    | 2:0     |         | 1:1     | 1:1     | 0:0     | 4:0    | 3:1    | 0:0    | 3:0     | 3:0     | 1:0    | 3:0    | 1:1     | 4:0     | 3:3    | 3:0    | 3:1    | 3:0    | 2:0    |
| Girondins Bordeaux         | 3:0    | 1:2     | 1:1     |         | 1:0     | 2:1     | 2:0    | 3:1    | 2:1    | 0:1     | 0:1     | 0:1    | 1:1    | 2:0     | 1:1     | 1:1    | 6:1    | 1:1    | 2:1    | 2:0    |
| Olympique Lyon             | 1:0    | 2:1     | 2:0     | 0:1     |         | 4:4     | 3:0    | 2:2    | 2:4    | 1:2     | 1:0     | 5:2    | 1:2    | 1:1     | 3:1     | 2:0    | 1:2    | 2:0    | 4:0    | 1:0    |
| Olympique Marseille        | 3:0    | 3:2     | 1:0     | 1:1     | 5:2     |         | 5:0    | 0:0    | 1:0    | 1:1     | 1:2     | 0:0    | 3:0    | 3:1     | 3:0     | 3:1    | 0:1    | 1:1    | 3:1    | 1:0    |
| FC Metz                    | 7:0    | 2:0     | 3:2     | 1:1     | 2:2     | 2:0     |        | 1:0    | 0:2    | 1:0     | 0:1     | 0:1    | 3:0    | 1:2     | 2:1     | 1:2    | 4:2    | 2:1    | 1:1    | 1:1    |
| AS Nancy                   | 2:1    | 0:0     | 3:2     | 2:1     | 4:1     | 1:0     | 0:2    |        | 1:1    | 3:0     | 2:1     | 1:2    | 2:1    | 3:0     | 4:0     | 4:0    | 1:1    | 4:2    | 2:1    | 1:1    |
| FC Nantes                  | 6:1    | 2:0     | 1:0     | 3:0     | 3:0     | 1:2     | 0:0    | 2:1    |        | 2:2     | 2:1     | 2:0    | 3:1    | 0:0     | 1:0     | 1:0    | 1:0    | 4:3    | 6:2    | 1:0    |
| OGC Nizza                  | 5:3    | 2:4     | 1:0     | 0:1     | 2:2     | 1:1     | 6:0    | 1:0    | 3:0    |         | 2:0     | 3:2    | 1:1    | 2:2     | 2:0     | 1:1    | 4:2    | 4:1    | 3:0    | 4:1    |
| Olympique Nîmes            | 2:1    | 2:2     | 2:1     | 2:0     | 3:1     | 1:1     | 0:0    | 2:1    | 1:1    | 0:1     |         | 2:0    | 1:1    | 2:1     | 1:1     | 4:0    | 2:1    | 3:0    | 3:0    | 1:1    |
| Paris FC                   | 3:1    | 1:2     | 2:0     | 4:3     | 5:1     | 1:3     | 1:3    | 3:2    | 1:2    | 2:0     | 3:1     |        | 3:0    | 0:0     | 2:2     | 1:1    | 2:1    | 0:2    | 1:1    | 1:1    |
| Red Star FC                | 3:0    | 1:2     | 2:2     | 3:1     | 0:1     | 1:2     | 1:0    | 0:1    | 1:3    | 1:1     | 1:1     | 2:3    |        | 1:2     | 2:0     | 0:3    | 1:1    | 3:3    | 0:0    | 1:0    |
| Stade Reims                | 0:0    | 3:2     | 2:0     | 3:1     | 2:1     | 2:1     | 0:0    | 2:3    | 2:1    | 2:3     | 0:1     | 1:1    | 3:0    |         | 1:1     | 0:0    | 5:1    | 1:0    | 1:0    | 1:0    |
| Stade Rennes               | 1:1    | 1:2     | 2:1     | 3:0     | 3:2     | 2:3     | 1:0    | 4:1    | 0:0    | 1:0     | 1:0     | 2:1    | 1:1    | 1:0     |         | 2:2    | 1:1    | 0:0    | 1:0    | 2:0    |
| AS Saint-Étienne           | 3:1    | 5:0     | 2:1     | 6:2     | 1:1     | 2:1     | 1:0    | 1:0    | 1:2    | 0:1     | 3:1     | 3:0    | 1:1    | 2:1     | 2:0     |        | 2:0    | 2:2    | 5:1    | 3:2    |
| CS Sedan                   | 5:0    | 2:2     | 2:1     | 1:0     | 4:1     | 0:2     | 1:1    | 1:0    | 0:3    | 0:5     | 2:1     | 3:1    | 0:1    | 2:0     | 2:3     | 1:3    |        | 1:1    | 0:0    | 3:1    |
| FC Sochaux                 | 4:0    | 1:1     | 3:2     | 0:0     | 3:1     | 1:2     | 4:1    | 2:2    | 0:1    | 5:1     | 0:0     | 1:1    | 1:0    | 2:1     | 2:1     | 2:1    | 1:0    |        | 1:1    | 3:0    |
| Racing-Pierrots Strasbourg | 6:0    | 0:0     | 0:4     | 2:2     | 0:2     | 1:1     | 0:1    | 1:1    | 0:3    | 0:1     | 2:1     | 2:0    | 2:2    | 4:1     | 2:1     | 0:0    | 2:1    | 4:2    |        | 1:1    |
| US Valenciennes-Anzin      | 3:2    | 3:0     | 1:0     | 3:0     | 1:2     | 1:0     | 1:0    | 0:1    | 1:1    | 1:1     | 1:0     | 1:1    | 0:0    | 1:2     | 2:0     | 0:1    | 5:1    | 0:0    | 1:2    |        |

## Die Meistermannschaft FC Nantes
| 1. | FC Nantes |
|    | - Tor: Jean-Paul Bertrand-Demanes (34/-), René Donoyan (4/-) - Abwehr: Gabriel De Michèle (38/-), Jean-Claude Osman (38/-), Bernard Gardon (34/-), Ángel „Hugo“ Bargas (15/1), Patrice Rio (9/-), Raynald Denoueix (7/-) - Mittelfeld: Henri Michel (38/9), Michel Pech (34/3), Gilles Rampillon (31/8), Claude Arribas (19/4), Omar Sahnoun (3/-) - Angriff: Bernard Blachet (35/8), Erich Maas (34/10), Didier Couécou (31/10), Ángel Marcos (24/11), André Hamon (3/1) - Trainer: José Arribas |

Dazu kamen zwei Eigentore.

## Erfolgreichste Torschützen
| Pl. | Spieler           | Verein              | Tore |
| --- | ----------------- | ------------------- | ---- |
| 1   | Josip Skoblar     | Olympique Marseille | 26   |
| 2   | Bernard Lacombe   | Olympique Lyon      | 23   |
| 3   | Hervé Revelli     | OGC Nizza           | 22   |
| 4   | Dick van Dijk     | OGC Nizza           | 20   |
| 5   | Nestor Combin     | FC Metz             | 18   |
| 6   | Fleury Di Nallo   | Olympique Lyon      | 17   |
|     | François Félix    | SEC Bastia          | 17   |
|     | François M’Pelé   | AC Ajaccio          | 17   |
|     | Delio Onnis       | Stade Reims         | 17   |
| 10  | Louis Floch       | Paris FC            | 16   |
|     | Antoine Kuszowski | AS Nancy            | 16   |
|     | Patrick Revelli   | AS Saint-Étienne    | 16   |
| 13  | Eduardo Flores    | AS Nancy            | 15   |
|     | Jacques Vergnes   | Olympique Nîmes     | 15   |
| 15  | Éric Edwige       | SCO Angers          | 14   |
|     | Jean Gallice      | Girondins Bordeaux  | 14   |